# Damastes atrignathus
Damastes atrignathus är en spindelart som beskrevs av Embrik Strand 1908. Damastes atrignathus ingår i släktet Damastes och familjen jättekrabbspindlar.
Artens utbredningsområde är Madagaskar. Inga underarter finns listade i Catalogue of Life.